# Maximin de Trèves
Pour les articles homonymes, voir Maximin et Saint Maximin.
Maximin de Trèves, né à Silly (Vienne), près de Loudun au nord de Poitiers - mort le 12 septembre 346 à Poitiers, fut le cinquième évêque de Trèves, succédant à saint Agritius. Il a œuvré pour l'évangélisation de son diocèse, ainsi que des territoires proches dont la Lorraine et l'Alsace. Il a accordé l'asile à Trèves à son ami Athanase d'Alexandrie entre 335 et 337 et l'a également soutenu dans sa lutte contre l'arianisme. Il est reconnu saint par l'Église catholique et commémoré le 29 mai.

## Biographie
Saint Maximin, né à Silly, en Gaule romaine, devient évêque de Trèves vers 341/342 à l'époque du règne des fils de Constantin le Grand. C'est un adversaire de l'arianisme, et un ami d'Athanase d'Alexandrie qui se réfugie chez lui, à Trèves, pendant son exil, en 336-37, puis à nouveau en 343. Grâce à lui, Athanase rencontre le césar Constantin II avant que celui-ci ne devienne empereur.
Maximin prend part au concile de Sardique convoqué par le pape Jules Ier, et s'y oppose aux évêques ariens. La réunion de Sardique est le lieu de discordes théologiques et canoniques témoignant des divergences entre les courants traversant les communautés chrétiennes de l'époque, et des différences de traditions intellectuelles entre l'Orient grec et l'Occident latin, ceci à un moment où ces communautés chrétiennes ne dépassent guère plus de cinq pour cent de la population de l'Empire, et sont encore relativement concentrées en Orient et dans les provinces africaines. 
Maximin s'emploie à convaincre les empereurs romains d'Occident de soutenir l'église catholique occidentale et l'orthodoxie nicéenne dans sa lutte contre l'arianisme. Il anime également les campagnes d'évangélisation de son diocèse et des territoires proches comme la Lorraine et jusqu'en Alsace, accompagné notamment de Paulin de Trèves, originaire comme lui d'Aquitaine et qu'il a ordonné prêtre.
Maximin est mort à Poitiers où il serait venu voir ses parents. Son corps a été rapatrié à Trèves, et a été enterré dans le cimetière à côté de la porte nord de Trèves, dans la crypte d'une église dédiée à saint Jean l'Évangéliste, puis dans une abbaye devenue l'abbaye Saint-Maximin de Trèves,.

## Vénération
Maximin est représenté en évêque, avec le livre, le modèle d'une église, et, empruntant à la légende de Corbinien de Freising, un ours, qui aurait tué sa bête de somme et qui aurait dû alors porter ses bagages lors d'un voyage à Rome, portant son sac de voyage. Il est invoqué comme protection contre le parjure, la perte en mer et les pluies destructrices.
L'évêché de Metz étant suffragant de l'archevêché de Trêves, une église du quartier Outre-Seille est dédiée au saint prélat, l'Église Saint-Maximin de Metz.

### Source
- (en) Cet article est partiellement ou en totalité issu de l’article de Wikipédia en anglais intitulé « Maximin of Trier » (voir la liste des auteurs).